# Eosentomon lancanicum
Eosentomon lancanicum är en urinsektsart som beskrevs av Yin 1982. Eosentomon lancanicum ingår i släktet Eosentomon och familjen trakétrevfotingar. Inga underarter finns listade i Catalogue of Life.